# 종이의 집
종이의 집(스페인어: La casa de papel)은 스페인에서 2017년 5월 2일부터 2021년 12월 3일까지 방송된 스페인의 조폐소와 중앙 은행을 습격하는 내용의 범죄 스릴러 드라마이다. 줄거리는 교수라고 불리는 한 천재가 8명의 범죄자들을 모아 금고를 터는 이야기로 시즌 1, 2에서는 스페인 조폐국을 터는 내용으로 마무리 되지만 시즌 3, 4, 5는 스페인 중앙 은행 지하에 보관되어 있는 금을 터는 내용을 담고 있다.

## 출연
- 우르술라 코르베로 - 도쿄 / Silene Oliveira
- 알바로 모르테 - 교수 / Sergio Marquina or "Salva"
- 이치아르 이투뇨 - 리스본 / 경감 Raquel Murillo
- 페드로 알론소 - 베를린 / Andrés de Fonollosa
- 파코 토우스 - 모스크바 / Agustín Ramos
- 알바 플로레스 - 나이로비 / Ágata Jiménez
- 미겔 에란 - 리오 / Aníbal Cortés
- 하이메 로렌테 - 덴버 / 모스코바의 아들 Ricardo Ramos
- 다르코 페리치 - 헬싱키 / 오슬로의 형제 Mirko Dragić
- 호베르투 가르시아 루이즈 - 오슬로 / 헬싱키의 형제 Radko Dragić
- 에스테르 아세보 - 스톡홀름 / 조폐국비서 Mónica Gaztambide,
- 엔리케 아르세 - 조폐국장 Arturo Román
- 마리아 페드라사 - 영국대사의 딸 Alison Parker
- 키티 만베르 - Raquel의 엄마 Mariví Fuentes
- 페르난도 소토 - 부경감 Ángel Rubio

## 에피소드 (넷플릭스)
- 시즌 1 : 22 에피소드 (안테나 3 - 15 에피소드)
  - 파트 1 : 13 에피소드 (안테나 3 - 9 에피소드)
  - 파트 2 : 9 에피소드 (안테나 3 - 6 에피소드)
- 시즌 2 : 16 에피소드
  - 파트 3 : 8 에피소드
  - 파트 4 : 8 에피소드
- 시즌 3: 10 에피소드
  - 파트 5 : 10 에피소드

## 같이 보기
- 종이의 집: 공동경제구역 - 한국 리메이크판